# Christian Danner
Christian Danner (München, 1958. április 4. –) német autóversenyző volt, az 1985-ös nemzetközi Formula–3000-es sorozat bajnoka.

## Pályafutása

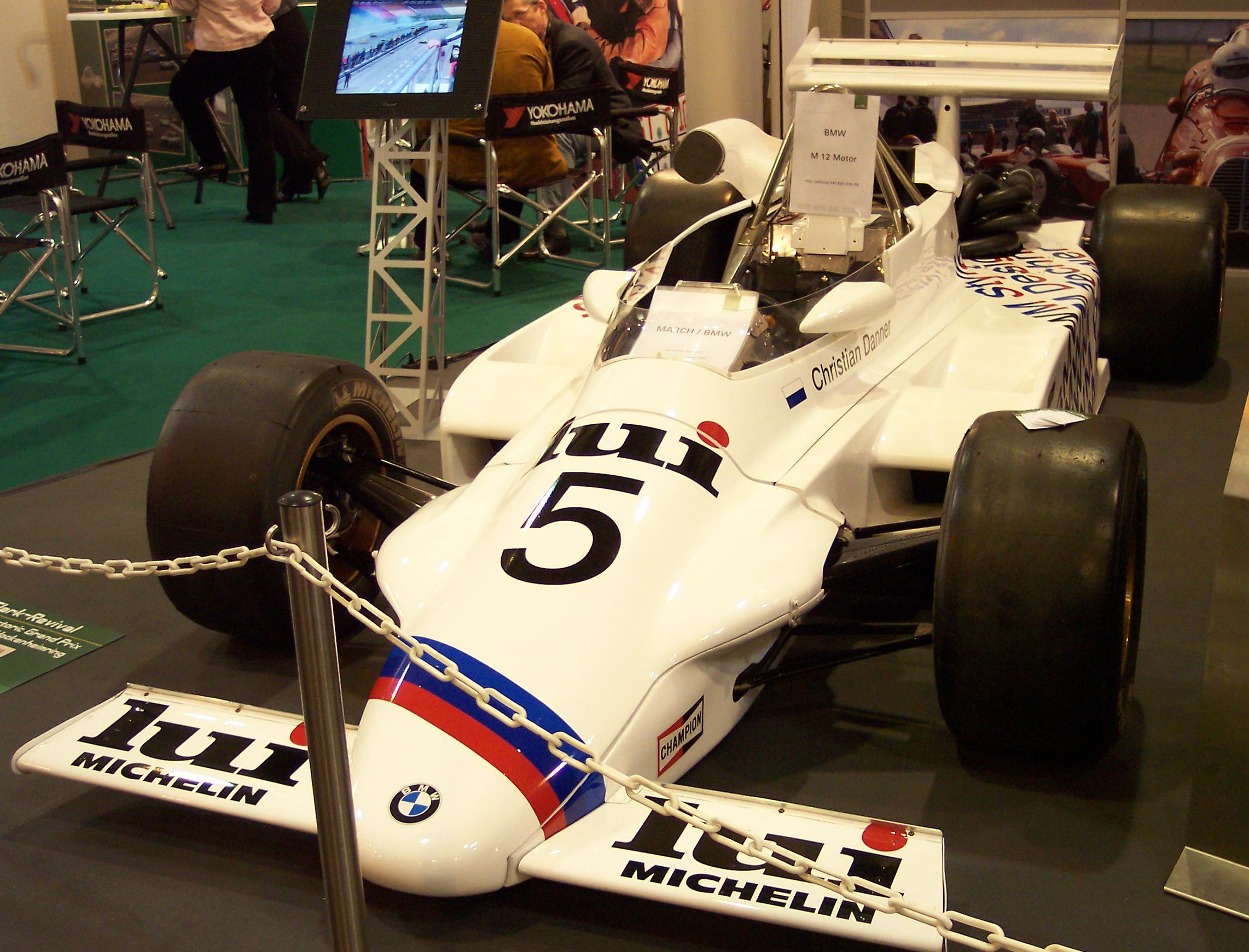
Christian 1982-ben használt March 822-ese

1981 és 1984 között az európai Formula–2-es bajnokságon szerepelt. A 83-as, valamint a 84-es szezonban több dobogós helyezést is szerzett, mind a két idényt ötödikként zárta.
1985-ben a nemzetközi Formula–3000-es sorozatban versenyzett. Négy futamgyőzelmet szerzett az évben, végül Mike Thackwell és Emanuele Pirro előtt megnyerte a pontversenyt. Még ebben az évben debütált a Formula–1-es világbajnokságon. 1984-ig összesen negyvenhét világbajnoki versenyen indult, melyből harminchatszor tudta magát kvalifikálni a futamokra is. Két alkalommal szerzett pontot; az 1986-os osztrák nagydíjon a hatodik, az 1989-es amerikai futamon pedig a negyedik helyen ért célba.
Formula–1-es pályafutását követően a német és a brit túraautó-bajnokság futamain indult, valamint részt vett több hosszútávú autóversenyen is. Ezt követően 1997-ig az amerikai CART-, és IndyCar-szériában szerepelt.
1998 óta a német RTL televíziós csatorna Formula 1-es közvetítéseinek szakkommentátoraként dolgozik.

## Sikerei
- Nemzetközi Formula–3000-es bajnokság
  - Bajnok: 1985
- Spa-i 24 órás autóverseny
  - Győztes: 1992
- Nürburgringi 24 órás autóverseny
  - Győztes: 1992

## Eredményei
Teljes eredménylistája az európai Formula–2-es bajnokságon
(Táblázat értelmezése)

(Félkövér: pole-pozícióból indult; dőlt: leggyorsabb kört futott) 

| Év   | Csapat         | Modell    | Motor | 1      | 2      | 3      | 4      | 5      | 6      | 7      | 8      | 9      | 10     | 11     | 12     | 13    | Helyezés | Pont |
| ---- | -------------- | --------- | ----- | ------ | ------ | ------ | ------ | ------ | ------ | ------ | ------ | ------ | ------ | ------ | ------ | ----- | -------- | ---- |
| 1981 | March Racing   | March 812 | BMW   | SIL 10 | HOC 9  | THR 5  | NÜR 10 | VAL Ki | MUG 16 | PAU Ki | PER Ki | SPA Ki | DON 14 | MIS Ki | MAN 11 |       | 12.      | 6    |
| 1982 | March Racing   | March 822 | BMW   | SIL Ki | HOC Ki | THR Ki | NÜR 9  | MUG Ki | VAL 13 | PAU Ki | SPA 9  | HOC Ki | DON 7  | MAN 6  | PER 5  | MIS 4 | 14.      | 6    |
| 1983 | Onyx Racing    | March 832 | BMW   | SIL 3  | THR 13 | HOC 2  | NÜR 3  | VAL 10 | PAU 5  | JAR 9  | DON 5  | MIS Ki | PER 7  | ZOL 4  | MUG 10 |       | 5.       | 21   |
| 1984 | PMC Motorsport | March 842 | BMW   | SIL 7  | HOC 6  | THR 2  | VAL 3  | MUG 3  | PAU 4  | HOC Ki | MIS 6  | PER Ki | DON 3  | BRH 10 |        |       | 5.       | 23   |

Le Mans-i 24 órás autóverseny
| Év   | Csapat                    | Autó      | Csapattárs               | Csapattárs        | Helyezés |
| ---- | ------------------------- | --------- | ------------------------ | ----------------- | -------- |
| 1981 | Helmut Marko RSM          | BMW M1    | Leopold Prinz von Bayern | Peter Oberndorfer | Kiesett  |
| 1985 | Kreepy Krauly Racing      | March 85G | Graham Duxbury           | Almo Coppelli     | 22.      |
| 1986 | Kouros Sauber Racing Team | Sauber C8 | Henri Pescarolo          | Dieter Quester    | Kiesett  |

Teljes eredménylistája a nemzetközi Formula–3000-es sorozaton
(Táblázat értelmezése)

(Félkövér: pole-pozícióból indult; dőlt: leggyorsabb kört futott) 

| Év   | Csapat        | 1     | 2     | 3     | 4     | 5     | 6     | 7     | 8     | 9      | 10    | 11    | Helyezés | Pont |
| ---- | ------------- | ----- | ----- | ----- | ----- | ----- | ----- | ----- | ----- | ------ | ----- | ----- | -------- | ---- |
| 1985 | BS Automotive | SIL 4 | THR 6 | EST 9 | VAL 3 | PAU 1 | SPA 3 | DIJ 1 | PER 3 | ZEL 16 | ZAN 1 | DON 1 | 1.       | 51   |

Teljes Formula–1-es eredménysorozata
(Táblázat értelmezése)

(Félkövér: pole-pozícióból indult; dőlt: leggyorsabb kört futott) 

| ÉV   | Csapat               | Modell       | Motor                            | 1      | 2      | 3      | 4      | 5      | 6      | 7      | 8      | 9      | 10     | 11     | 12     | 13     | 14     | 15     | 16     | Helyezés | Pont |
| ---- | -------------------- | ------------ | -------------------------------- | ------ | ------ | ------ | ------ | ------ | ------ | ------ | ------ | ------ | ------ | ------ | ------ | ------ | ------ | ------ | ------ | -------- | ---- |
| 1985 | West Zakspeed Racing | Zakspeed 841 | Zakspeed 1500/4 1.5 L4T          | BRA    | POR    | SMR    | MON    | CAN    | USA    | FRA    | GBR    | GER    | AUT    | NED    | ITA    | BEL Ki | EUR Ki | RSA    | AUS    | -        | 0    |
| 1986 | Osella Squadra Corse | Osella FA1F  | Alfa Romeo 890T 1.5 V8T          | BRA Ki | ESP Ki | SMR Ki | MON Nk | BEL Ki | CAN Ki |        |        |        |        |        |        |        |        |        |        | 18.      | 1    |
| 1986 | Barclay Arrows BMW   | Arrows A8    | BMW M12/13 1.5 L4T               |        |        |        |        |        |        | USA Ki | FRA 11 | GBR Ki | GER Ki | HUN Ki | AUT 6  | ITA 8  | POR 11 | MEX 9  | AUS Ki | 18.      | 1    |
| 1987 | West Zakspeed Racing | Zakspeed 861 | Zakspeed 1500/4 1.5 L4T          | BRA 9  | SMR 7  |        |        |        |        |        |        |        |        |        |        |        |        |        |        | -        | 0    |
| 1987 | West Zakspeed Racing | Zakspeed 871 | Zakspeed 1500/4 1.5 L4T          |        |        | BEL Ki | MON EX | USA 8  | FRA Ki | GBR Ki | GER Ki | HUN Ki | AUT 9  | ITA 9  | POR Ki | ESP Ki | MEX Ki | JPN Ki | AUS 7  | -        | 0    |
| 1989 | Rial Racing          | Rial ARC2    | Ford Cosworth DFR (Mader) 3.5 V8 | BRA 14 | SMR Nk | MON Nk | MEX 12 | USA 4  | CAN 8  | FRA Nk | GBR Nk | GER Nk | HUN Nk | BEL Nk | ITA Nk | POR Nk | ESP    | JPN    | AUS    | 21.      | 3    |

Teljes IndyCar/CART-eredménysorozata
(Táblázat értelmezése)

(Félkövér: pole-pozícióból indult; dőlt: leggyorsabb kört futott) 

| ÉV   | Csapat         | 1     | 2   | 3   | 4    | 5      | 6      | 7   | 8       | 9      | 10  | 11     | 12     | 13     | 14     | 15     | 16    | 17  | Helyezés | Pont |
| ---- | -------------- | ----- | --- | --- | ---- | ------ | ------ | --- | ------- | ------ | --- | ------ | ------ | ------ | ------ | ------ | ----- | --- | -------- | ---- |
| 1992 | Euromotorsport | SRF   | PHX | LBH | INDY | DET Ki | POR    | MIL | NHM     | TOR Ki | MIS | CLE 16 | ROA Ki | VAN Ki | MDO Ki | NZR 13 | LS Ki |     | 39.      | 0    |
| 1993 | Euromotorsport | SRF   | PHX | LBH | INDY | MIL    | DET    | POR | CLE Ki  | TOR    | MIS | NHM    | ROA 11 | VAN    | MDO    | NZR    | LS Ki |     | 31.      | 2    |
| 1994 | Project Indy   | SRF   | PHX | LGH | INDY | MIL    | DET 12 | POR | CLE Wth | TOR    | MIS | MDO    | NHM    | VAN    | ROA 12 | NZR    | LS    |     | 30.      | 2    |
| 1995 | Project Indy   | MIA 7 | SRF | PHX | LBH  | NZR    | INDY   | MIL | DET Ki  | POR    | ROA | TOR    | CLE    | MIS    | MDO    | NHM    | VAN   | LS  | 25.      | 6    |
| 1997 | Payton/Coyne   | MIA   | SRF | LBH | NZR  | RIO    | STL    | MIL | DET 12  | POR Ki | CLE | TOR    | MIS    | MDO    | ROA    | VAN Ki | LS    | FON | 31.      | 1    |